# The Hundred (cricket)
The Hundred es el título  de un torneo profesional de criquet de 100 pelotas en Inglaterra y carrera de Gales por el BCE que comienza en julio de 2020. La liga constará de ocho equipos-ciudad con franquicia basada, cada una de ellas abarca tanto el equipo femenino como el masculino. 

## Orígenes
El criquet de 100 pelotas fue propuesto primero por la Junta de Críquet de Inglaterra y Gales (ECB) en septiembre de 2016, seguido de discusiones entre los 18 condados de primera clase, la Asociación Profesional de Cricket (PCA) y el Marylebone Club de Criquet (MCC), con un voto de 16–3 a favor del formato.
El 26 de abril de 2017, treinta y ocho miembros del ECB votaron para aprobar la propuesta de una competición basada en ciudades. Cada condado garantiza al menos 1.3 millones de libras por año. Essex, Middlesex y Kent fueron los que votaron en contra. Estaba a treinta y ocho votos por encima del umbral para ser aprobado. Essex  expresó su preocupación por la forma en que el número reducido de equipos se enfocaría en la competencia en ciertas áreas del país, Middlesex no se habría beneficiado del uso de Lord's, porque, a diferencia de otros condados, el club no posee su propio terreno, y Kent decidió no votar.

## Formato
Originalmente concebido como un torneo Twenty20, las preocupaciones sobre la relevancia de la estructura de la competencia actual y la oportunidad de atraer a nuevos fanes llevaron a la Junta de Cricket de Inglaterra y Gales (BCE) a proponer un formato acortado. El 19 de abril de 2018, el BCE anunció la creación del criquet de 100 bolas, en la que habría 15 tradicionales de seis-bolas overs y una final diez-bolas over. Otros cambios discutidos incluyen sacar la ley LBW. El plan atrajo una oposición significativa pero fue apoyado por el capitán de Inglaterra Joe Root. El 21 de febrero del 2019, ECB confirmó las condiciones de juego revisadas en las que habría 10 sobres de diez bolas con jugadores que lanzarían 5 o 10 bolas consecutivas.

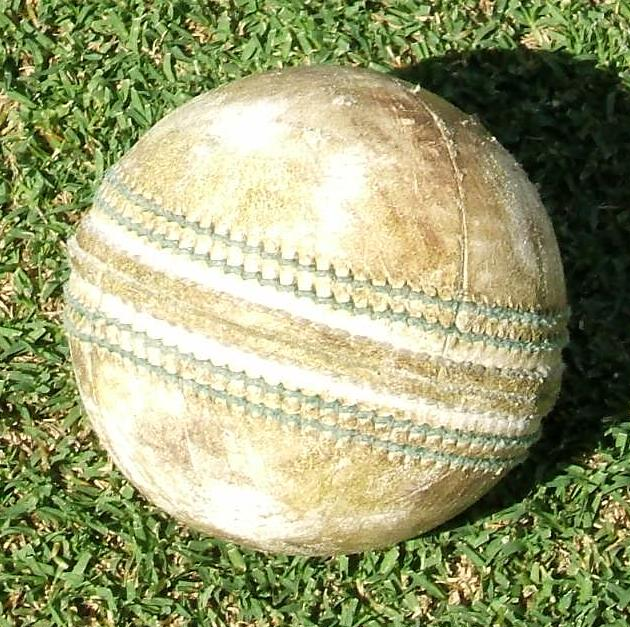
Una Pelota de críquet blanca.

El criquet de 100 bolas es una forma limitada cricket overs , jugado por dos equipos donde cada jugada individual está compuesta por 100 bolas.
El formato del juego es:
- 100 bolas por jugada[8]
- Un cambio después de cada 10 bolas
- El jugador entrega cinco o 10 bolas consecutivas
- Cada jugador puede entregar un máximo de 20 bolas por juego
- Cada jugador de lado consigue un estratégico tiempo muerto de hasta dos  minutos y medios
- 25 bolas para cada equipo al comienzo
- Dos jugadores de campo están permitidos al exterior de círculo inicial de 30 yardas durante un powerplay
- Los equipos podrán pedir tiempo muerto, como ha sido el caso desde la Liga premier de india del 2009[9]
- También se cuenta con un marcador simplificado[10]

## Reacciones
Algunos expertos han declarado que las propuestas para el formato nuevo del BCE es, en peor medida, dar un paso atrás, mientras que otros lo califican como una innovación brillante.
El capitán de Prueba actual de Inglaterra, Joe Root, dio la bienvenida a los planes de la BCE para su nuevo formato de equipo  en 2020. Según Root,  atraera una audiencia completamente nueva. ODI Y T20 capitán, Eoin Morgan, tuvieron una opinión similar sobre este formato. Anteriormente T20 el capitán Stuart Broad dijo que se sentía optimista sobre el nuevo formato. Michael Vaughan también repetido con Ancho y declaró que  sea un más apelando concepto a radioemisors.  Michael Atherton compartió que un partidoT20 sería completado en unas 3 horas y esto se puede conseguir con el formato propuesto. 
El polifacético neozelandés Jimmy Neesham se desconcertó por este movimiento, preguntándose el por qué  Inglaterra y Tablero de Criquet de Gales están probando algo diferente cuándo el formato actual es ya tan exitoso. Los especialistas actuales en limitaciones overs, Dawid Malan y Mark Wood, compartieron que a pesar del nuevo formato, los T20 seguirán siendo la preferencia.
El previo jefe Keith Bradshaw  de MCC calificó el torneo de 100 bolas como una innovación por el bien de la innovación, razonando que la razón principal detrás de este proceso de pensamiento es que el ECB no pudo explotar el auge del T20. La Inglaterra y la Asociación el  Profesional de cricket de Gales compartió que, en general, los jugadores estaban abiertos a esta nueva idea.
El capitán de India Virat Kohli generó algunas preocupaciones sobre la comercialización de criquet y no estuvo del todo a favor de este nuevo formato.
Entretanto, el Criquet de Australia no tiene ningún plan de juego con su existente Gran Bash Liga. También compartió su preocupación sobre la ignorada  introducción de formatos más cortos en el criquet de Prueba.
En octubre de 2019, después de que los equipos y la marca hubieran sido anunciados, grupos antiobesidad criticaron el patrocinio de la  compañía alimentaria KP Bocados.
Durante el proyecto de juego del 20 de octubre de 2019, Twitter el hashtag "#OpposeThe100" fue trending desde la sección vocal de seguidoras de criquet y esta desanimó el formato de la competición, particularmente seguidores de condados cuyas tierras de casa no son entre la ocho ciudad representada franquicias.
Habrá ocho equipos ciudad-base compitiendo por el título durante un periodo de 38 días en las vacaciones de verano escolares, el cual empezara a mediados de julio hasta principios de septiembre. Cada equipo jugará cuatro partidos en casa y cuatro partidos fuera (de esta modo jugaran con su rival más cercano dos veces, en un formato similar al Gran Bash Liga), el cual significa que habrá un total de 32 juegos en la liga, que precede el play off. 
El sistema de play off incluirá los cuatro equipos superiores en la conclusión de la etapa de liga y será similar al formato utilizado en la Liga Premier de india, conocida como el sistema de play off de la página. Bajo este sistema, los dos equipos superiores jugaran cada uno con el ganador que progrese a la final, mientras los perdedores juegan contra los ganadores de un partido jugado entre los equipos que acabaron terceros y cuartos en la liga para conseguir el segundo puesto en la final.

## Equipos
Cada equipo está formado por quince jugadores, del cual un máximo de tres jugadores  pueden ser extranjeros. Los jugadores serán inscritos utilizando un sistema de proyecto parecido al de otras ligas. Dos de los quince jugadores vendrán de haber jugado la copa t20. Al menos un jugador de Prueba de Inglaterra será fichado para jugador de las ocho selecciones masculinas que compiten en The Hundred.
El 3 de octubre de 2019 los primeros jugadores fueron destinados a los equipos que fueron anunciados. Son los siguientes:
| Equipo                   | Mujeres de Inglaterra centrales contrajo jugadores | El jugador de contrato central de hombres de Inglaterra | Iconos locales                |
| ------------------------ | -------------------------------------------------- | ------------------------------------------------------- | ----------------------------- |
| Birmingham Phoenix       | Amy Jones, Kirstie Gordon                          | Chris Woakes                                            | Moeen Ali, Pat Brown          |
| London Spirit            | Heather Knight, Freya Davies                       | Rory Burns                                              | Eoin Morgan, Dan Lawrence     |
| Manchester Originals     | Kate Cross, Sophie Ecclestone                      | Jos Buttler                                             | Saqib Mahmood, Matt Parkinson |
| Northern Superchargers   | Lauren Winfield, Linsey Smith                      | Ben Stokes                                              | Adil Rashid, David Willey     |
| Oval Invincibles         | Laura Marsh, Fran Wilson                           | Sam Curran                                              | Jason Roy, Tom Curran         |
| Southern Brave           | Anya Shrubsole, Danni Wyatt                        | Jofra Archer                                            | James Vince, Chris Jordania   |
| Trent Rockets            | Nat Sciver, Katherine Brunt                        | Joe Root                                                | Alex Hales, Harry Gurney      |
| Welsh Fire (Tân Cymreig) | Katie George, Bryony Smith                         | Jonny Bairstow                                          | Tom Banton, Colin Ingram      |

El proyecto tuvo lugar el 20 de octubre de 2019 en el Estudio de Cielo en Osterley. Donde los canales Deportes de cielo y Deporte de BBC trasmitieron el acontecimiento en vivo.
Antes de que los ocho equipos fueran confirmados,  se informó de que  llevarían una identidad diferente a los equipos actuales del condado y no serían nombrados después de las ciudades, condados o locales. En mayo de 2019, los detalles de los nombres de cada equipo fueron  revelados:
| Equipo                            | Localidad hombres                                     | Localidad mujeres                                                   | Entrenador hombres | Entrenador mujeres | Campo |
| --------------------------------- | ----------------------------------------------------- | ------------------------------------------------------------------- | ------------------ | ------------------ | ----- |
| Manchester Originals              | Old Trafford Cricket Ground, Old Trafford, Mánchester | TBC                                                                 | Simon Katich       | TBC                |       |
| Northern Superchargers            | Headingley Cricket Ground,Headingley, Leeds           | York Cricket ClubSouth Northumberland Cricket Club                  | Darren Lehmann     | Danielle Hazell    |       |
| Birmingham Phoenix                | Edgbaston Cricket Ground, Edgbaston, Birmingham       | New Road, Worcester                                                 | Andrew McDonald    | Ben Sawyer         |       |
| Trent Rockets                     | Trent Bridge, West Bridgford, Nottingham              | Ground, Derby Grace Road, Leicester                                 | Stephen Fleming    | Salliann Briggs    |       |
| Welsh Fire(en galés: Tân Cymreig) | Sophia Gardens, Pontcanna, Cardiff                    | Bristol County GroundCounty Ground, Taunton                         | Gary Kirsten       | Matthew Mott       |       |
| London Spirit                     | Lord's, St. John's Wood, London                       | County Cricket Ground, ChelmsfordCounty Cricket Ground, Northampton | Shane Warne        | Lisa Keightley     |       |
| Oval Invincibles                  | The Oval, Kennington, London                          | The County Ground, Beckenham                                        | Tom Moody          | Lydia Greenway     |       |
| Southern Brave                    | Rose Bowl, West End, Hampshire                        | County Cricket Ground, Hove                                         | Mahela Jayawardene | Charlotte Edwards  |       |

## Retransmisión
Todos los  juegos serán transmitidos por Deportes de Cielo con la BBC y también se emitirá simultáneamente el juego de 10 equipos de hombres  y los ocho de mujeres.